# Rakel Helmsdal
Rakel Helmsdal (Rakel Ingun Helmsdal Nielsen, født 25. september 1966 i Tårnby, Amager) er færøsk forfatter og multikunstner. Hun er datter til den færøske digter Guðrið Helmsdal og kunstner Ole Jacob Nielsen (opvokset på Bornholm, Danmark). Rakel har boet det meste af livet på Færøerne, særlig i Tórshavn. Mellem 1989 og 1996 boede hun 5 år i Frankrig i nogle år, hvor hun skrev sine første 4 bøger. Hun debuterede i 1995 med børnebogen "Tey kalla med bara Hugo" (De kalder mig bare Hugo) og har siden skrevet en række romaner, noveller, digte og skuespil. Hun er den færøske del af forfattertrioen bag billedbogsserien om lille monster og Store Monster, skrevet på tre originalsprog og oversat til indtil videre 15 andre sprog. Hun var formand for Rithøvundafelag Føroya (Færøernes Forfatterforening) fra 2009 til 2011 og igen fra 2023. Hun har fået flere priser, bl.a. Barnamentanarheiðursløn Tórshavnar býráðs i 1996 for bogen Tey kalla meg bara Hugo (De kalder mig bare Hugo) og er nomineret til både Nordisk Råds Børne- og Ungdomslitteraturpris og den prestigiøse ALMA-pris flere gange.
Hun har siden 2011 arbejdet med teater og billedkunst ved siden af forfattergerningen og har sit eget marionetteater: Karavella Marionett-Teatur. Hun illustrerer også sine egne bøger.

### Bøger
- 1995 - Tey kalla meg bara Hugo, roman (2. udgave: 2003) BFL
- 1996 - Søgur úr Port Janua, noveller, BFL
- 1997 - Hvørjum flenna likkurnar at, Hugo? roman, BFL
- 1998 - Drekar og annað valafólk, noveller, illustratoner: Edward Fuglø, BFL
- 2003 - Kom yvirum, Hugo! roman, BFL
- 2004 - Nei! segði lítla skrímsl, billedbog, sammen med Áslaug Jónsdóttir og Kalle Güettler, BFL, Forlagið, Bonniers forlag
- 2006 - Stór skrímsl gráta ikki, billedbog, sammen med Áslaug Jónsdóttir og Kalle Güettler, BFL, Forlagið, Bonniers forlag
- 2007 - Gott hugflog Hugo, roman, BFL
- 2007 - Myrkaskrímsl, billedbog, sammen med Áslaug Jónsdóttir og Kalle Güettler, BFL, Forlagið, Bonniers forlag
- 2008 - Skrímslasótt, billedbog, sammen med Áslaug Jónsdóttir og Kalle Güettler, BFL, Forlagið, Kabusa
- 2008 - Várferðin til Brúnna, Úr Mosakulluni 1, roman, illustratoner: Edward Fuglø, BFL
- 2009 - Veturin hjá Undu, Úr Mosakulluni 2, roman, illustratoner: Edward Fuglø, BFL
- 2010 - Skrímslavitjan, billedbog, sammen med Áslaug Jónsdóttir og Kalle Güettler, BFL, Forlagið, Kabusa
- 2011 - Skrímslahæddir, billedbog, sammen med Áslaug Jónsdóttir og Kalle Güettler, BFL, Forlagið, Kabusa
- 2011 - Veiða vind, symfonisk eventyr, billedbog og cd. musik: Kári Bæk, ilustrationer: Janus á Húsagarði. Værket er spillet af Føroya Symfoniorkestur, Sinfóníuhljómsveit Íslands (Iceland Symphony Orchestra) og London Symphony Orchestra, BFL
- 2011 - Revurin við silkiturriklæðinum, billedbog med egne illustrationer
- 2013 - Klandursskrímsl, billedbog, sammen med Áslaug Jónsdóttir og Kalle Güettler, BFL, Forlagið, Kabusa
- 2014 - Hon, sum róði eftir ælaboganum, roman , BFL (på norsk Hun som rodde mot regnbogen på forlaget Orkana 2019. På dansk Hun som roede efter regnbuen på Forlaget Torgard 2019)
- 2017 - Skrímslakiskan, billedbog, sammen med Áslaug Jónsdóttir og Kalle Güettler, BFL, Forlagið, Kabusa
- 2018 - Neyðars skrímsl, billedbog, sammen med Áslaug Jónsdóttir og Kalle Güettler, BFL, Forlagið, Opal
- 2018 - Miljuløtur, novellesamling, illustrationer: Kathrina Skarðsá, BFL
- 2019 - Loftar tú mær? billedbog, egne illustrationer, BFL
- 2020 - Kjarr, roman, illustrationer: Kathrina Skarðsá, BFL
- 2021 - Skrímslaleikur, billedbog, sammen med Áslaug Jónsdóttir og Kalle Güettler, BFL, Forlagið, Argasso bokförlag
- 2021 - Reiggjan, billedbog, egne illustrationer, BFL

### Noveller
- 1989 - Firvaldaseljarin, novelle (Brá)
- 1989 - Dýpið, novelle (Brá, på norsk í Fysta ferda bort, Samlaget, 1993)
- 1990(?) - Ferðandi í tíð og rúmd (ferðahugleiðing (Varðin 52))
- 1993 - Delirium symphonica (digtí Brá)
- 1995 - Glámlýsi og mánalátur, novelle (Birting 1995, og Søgur úr Port Janua, BFL, 1996)
- 1995 - Argantael, novelle (Ein varligur dráttur í tara, MFS, 1995)
- 1993 - Køksgluggin, novelle (Barnablaðið nov. & des. 1993, myndir Edward Fuglø, og í Drekar og annað valafólk, BFL, 1998)
- 1995 - Apríl, novelle (Søgur úr Port Janua, BFL, 1995, og Heiðin hind, Skúlabókagrunnurin, 1999)
- 1996 - Skerdu vit veingir tínar, Ikaros?, novelle (Søgur úr Port Janua)
- 2001 - Angi av ribes, novelle (Mjørki í heilum, BFL, 2001)
- 2002 - Huldumjørkin, novelle (Vit lesa. Kom við (Skúlabókagrunnurin) 2002)
- 2005 - Alioth, novelle ("Mín jólabók 2005", BFL)
- 2006 - Fimm mans til eina kvartett, novelle (Svartideyði og aðrar spøkilsissøgur, BFL 2006)
- 2007 - Kvirra nátt, novelle ("Mín jólabók 2007", BFL)
- 2008 - Ov nógv av tí góða - og eitt sindur afturat, novelle ("Mín jólabók 2008", BFL)
- 2009 - Ongin inn, novelle ("Mín jólabók 2009", BFL
- 2009 - Ringrás - 3 smátekstir til bók hjá Oggi Lamhauge
- 2010 - Spitølsk, novelle (Elskar - elskar ikki, BFL)
- 2013 - Ljósareyðir UFO’ar, novelle (Mín jólabók 2013, BFL)
- 2014 - Suð av ymsum ættum, novelle (Mín jólabók 2014, BFL)
- 2015 - Akkurát um Klikk-Karl, novelle (Mín jólabók 2015, BFL)
- 2016 - Út í vindin, novelle (Mín jólabók 2016, BFL)
- 2017 - Tú ert púra svøk!, novelle (Mín jólabók 2017, BFL)
- 2017 - Koparprent digt (Vencil18)
- 2017 - Lívið, alheimurin og alt, digt (Vencil18)
- 2018 - Same old story, digt (Varðin, 2018)
- 2018 - Sloppin úr fangabúri, digt (Varðin, 2018)
- 2018 - The night is dark, digt (Varðin, 2018)
- 2018 - Loftar tú mær?, stuttsøga (Mín jólabók 2018, BFL)
- 2019 - Omma mín er ein eingil, digt (Mín jólabók 2019, BFL)
- 2020 - Runsivalsstríðið, stuttsøga (Varðin 2020)
- 2020 - Blómumóðir, stuttsøga (Mín jólabók 2020, BFL)
- 2021 - Hiraeth ella Minnir um brandgula gleði, digt (Varðin 2021)
- 2021 - Kveik, digt (Varðin 2021)
- 2021 - Vitið, digt (Varðin 2021)
- 2021 - Ventilurin, novelle (Mín jólabók 2021, BFL)

### Skuespil
- 1996 – Kvarnareygað Purpurreyða
- 1999 – Vitavørðurin, Gríma
- 2000 – Sildrekin
- 2002 – Gomul skuld
- 2011 – Revurin við silkiturriklæðinum, Karavella Marionett-Teatur
- 2012 – Skrímslini, Karavella Marionett-Teatur
- 2014 - Veiða vind, Karavella Marionett-Teatur
- 2016 - Dansa so væl og leingi, Karavella Marionett-Teatur
- 2017 - Skrímslalív, Karavella Marionett-Teatur

## Priser, legater m.m.
- 2020 - 3 årig arbejdsstipendium fra Mentanargrunnur Landsins (Færøernes Kunstfond)[4]
- 2020 - Loftar tú mær? nomineret til Vestnordisk Råds Børne- og Ungdomslitteraturpris
- 2020 - Loftar tú mær? nomineret til Nordisk Råds Børne- og Ungdomslitteraturpris
- 2020 - Loftar tú mær? tildelt Barnamentanarheiðursløn Tórshavnar býráðs
- 2020 - Nomineret til ALMA (Astrid Lindgren Memorial Award)
- 2019 - Miljuløtur nomineret til Nordisk Råds Børne- og Ungdomslitteraturpris
- 2019 - Nomineret til ALMA (Astrid Lindgren Memorial Award)
- 2018 - Neyðars skrímsl nomineret til Nordisk Råds Børne- og Ungdomslitteraturpris
- 2017 - Neyðars skrímsl tildelt Islands Børne- og Ungdomslitteraturpris Arkiveret 19. juni 2022 hos  Wayback Machine
- 2017 - Hon, sum róði eftir ælaboganum nomineret til Nordisk Råds Børne- og Ungdomslitteraturpris.[5][6]
- 2016 - Hon, sum róði eftir ælaboganum' tildelt Vestnordisk Råds Børne- og Ungdomslitteraturpris.'[5][6]
- 2016 - Hon, sum róði eftir ælaboganum på IBBY Honor List 2016
- 2015 - Halv-årigt arbejdslegat fra Mentanargrunnur Landsins (Færøernes Kunstfond)[4]
- 2014 - Nomineret til ALMA (Astrid Lindgren Memorial Award)
- 2013 - Barnamentanarheiðursløn Tórshavnar býráðs fyri bøkurnar og leikirnar Skrímslini og Veiða vind
- 2013 - Nomineret til ALMA (Astrid Lindgren Memorial Award)
- 2013 - Klandursskrímsl tilnevnd Nordisk Råds Børne- og Ungdomslitteraturpris (Ísland tilvendi bókina).
- 2012 - Veiða vind nomineret Nordisk Børnebogspris
- 2011 - Skrímslahæddir tilnevnd Fjörðuverðlaun í Íslandi
- 2008 - Prisbelønnet for novellen Spitølsk i ungdomsnovellekonkurrence arrangeret af Eik Bank.[7][8]
- 2007 - Barnabókaverðlaun Menntaráðs Reykjavíkur for Store monstre græder ikke[9]
- 2005 - 3 årig arbejdsstipendium fra Mentanargrunnur Landsins (Færøernes Kunstfond)[4]
- 2004 - Dimmalim prisen (Island) for Nei! segði lítla skrímsl[10]

- 1996 - Barnamentanarheiðursløn Tórshavnar býráðs for Tey kalla meg bara Hugo.[11]

## Eksterne links
- Wikimedia Commons har flere filer relateret til Rakel Helmsdal
- Rakel Helmsdal's offentlige hjemmeside
- Rakel Helmsdal på litteraturpriser.dk